# Sekondi-Takoradi
Sekondi-Takoradi – miasto w Ghanie, stolica Regionu Zachodniego i zarazem stolica dystryktu; powstałe z połączenia dwóch miast: Sekondi i Takoradi. Czwarte pod względem wielkości miasto kraju, ważny ośrodek przemysłowy i handlowy. Dominuje w nim przemysł drzewny (belki i sklejka), tytoniowy, budownictwo okrętowe i remont taboru kolejowego, w związku z położeniem miasta przy głównych liniach kolejowych do Akry i Kumasi. Ludność według danych z 2005 wynosiła 335 tys. mieszkańców.
Sekondi – starsze i większe, prosperowało z kolei zbudowanej w 1903, z wydobywania minerałów i zasobów drewna, ma ważny, głęboki port morski zbudowany w 1928.

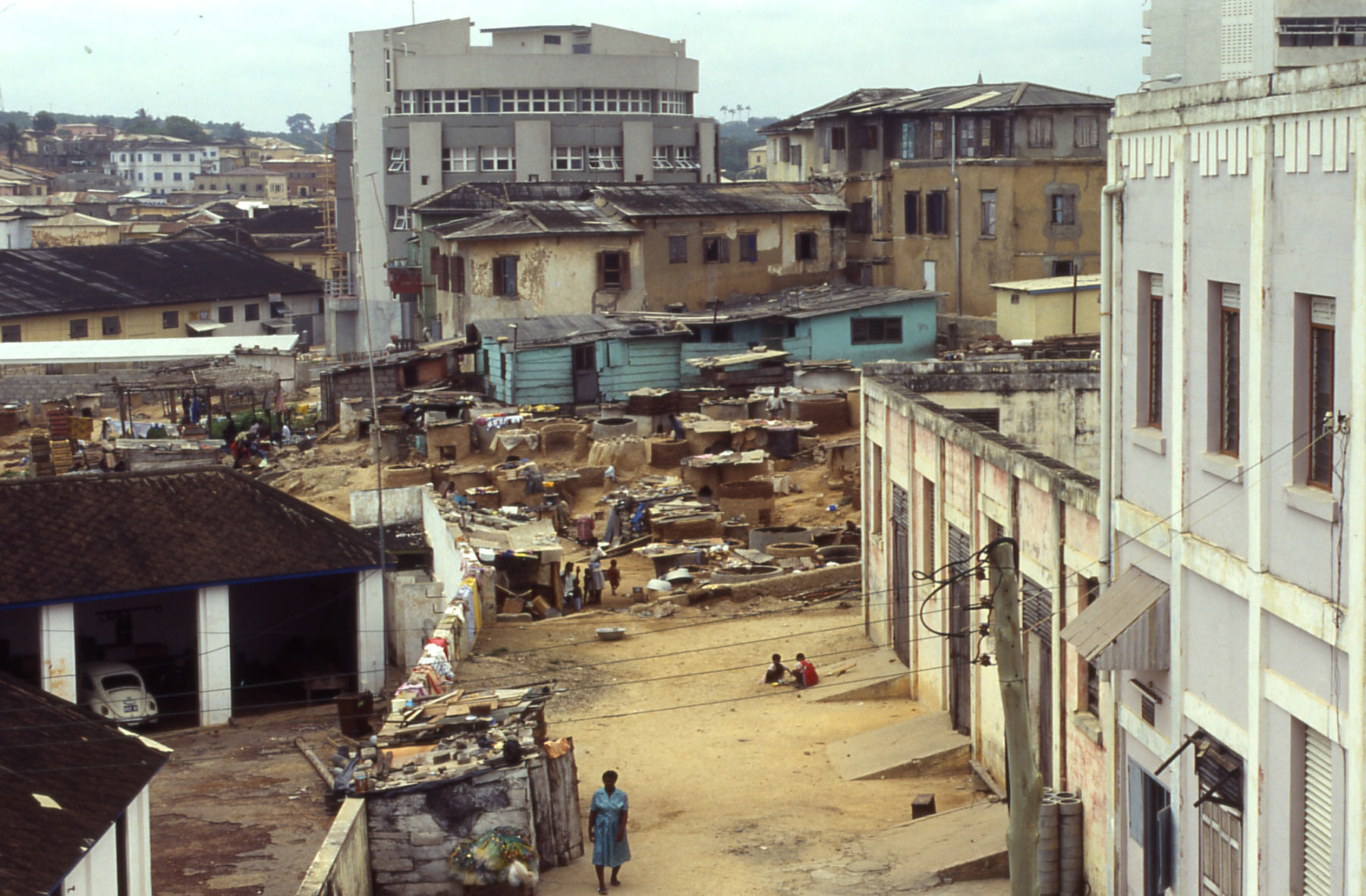
Slamsy w Takoradi

Takoradi ma dobrze zaopatrzone techniczne centrum szkoleniowe (Takoradi Technical Institute, 1400 studentów) zbudowane przy pomocy rządu niemieckiego.
Instytut mieści laboratorium produkcyjne, zaopatrywane przez Massachusetts Institute of Technology, pierwsze tego rodzaju w Afryce.
Mercy Foundation International jest organizacją pracującą z bezbronnymi i bezdomnymi dziećmi. Ostatnio otwarto kafejkę internetową i centrum komputerowe, by zachęcić i zaznajomić ludzi z komputerami oraz pomóc im w nabywaniu umiejętności posługiwania się nimi.

## Miasta partnerskie
- Boston, USA
- Oakland, USA
- Plymouth, Wielka Brytania

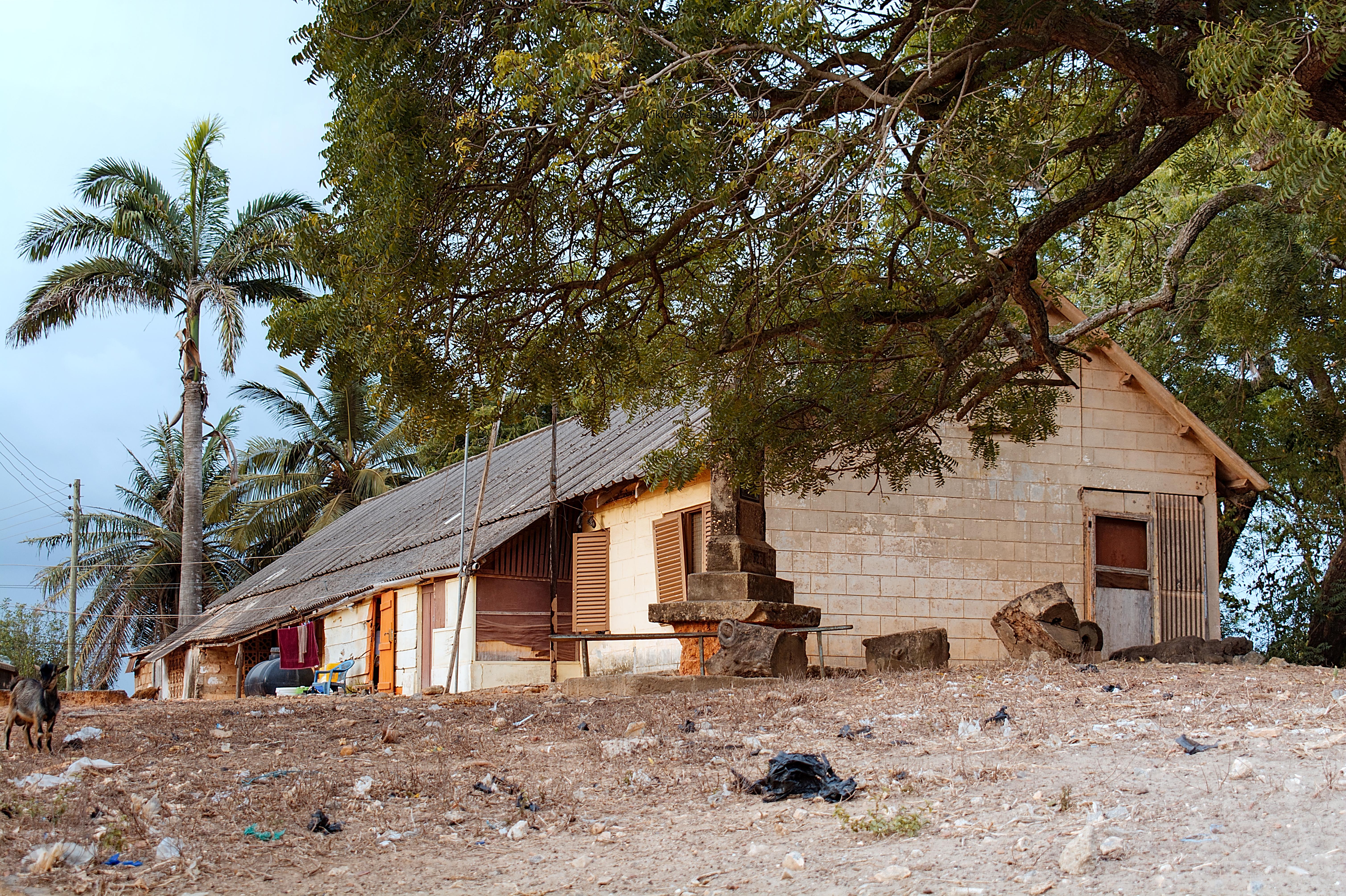
Dom w Sekondi-Takoradi